# Kurt Sowinetz

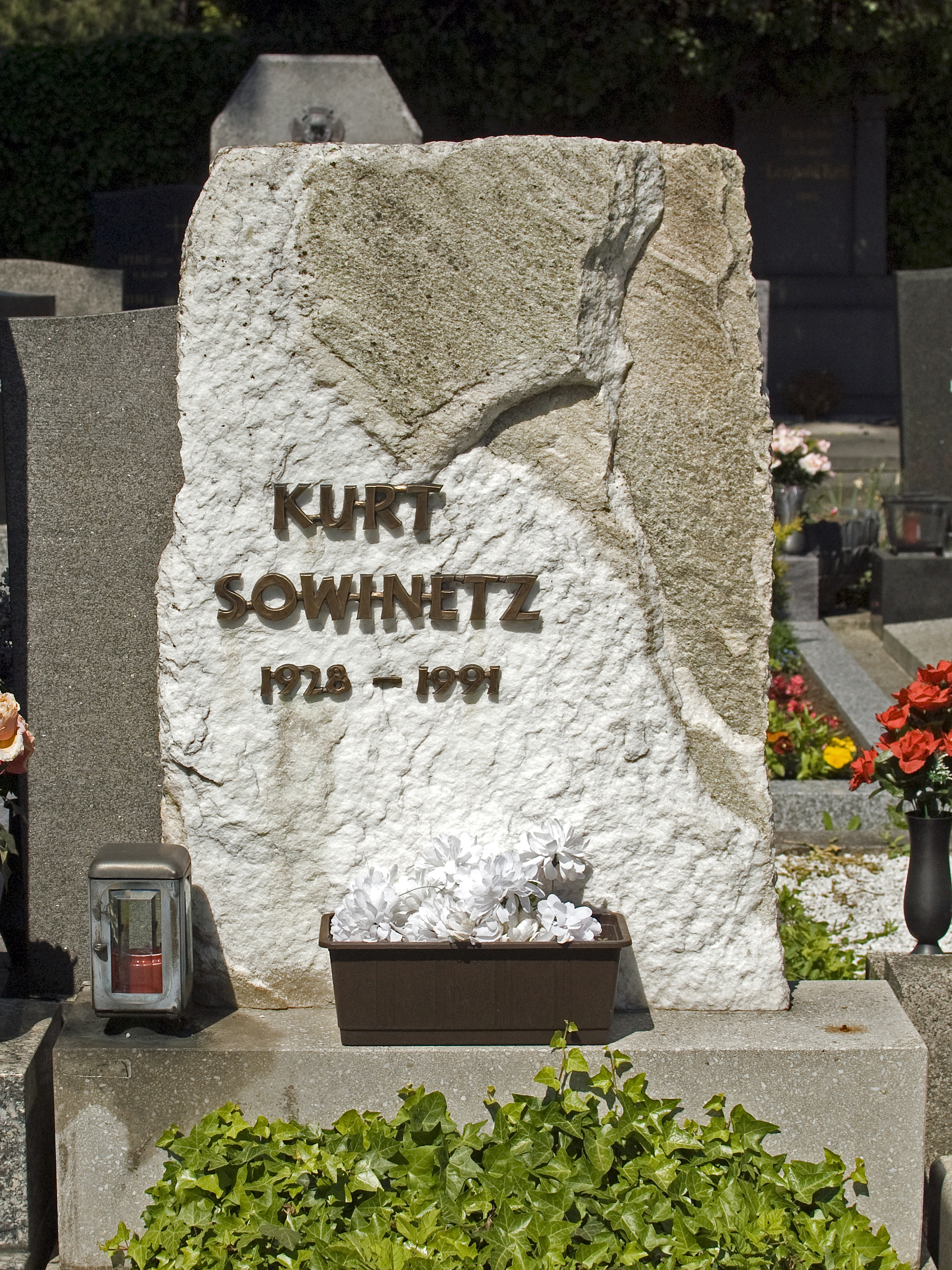
Grabstätte von Kurt Sowinetz

Kurt Sowinetz (* 26. Feber 1928 in Wien; † 28. Jänner 1991 ebenda) war ein österreichischer Volksschauspieler.

## Leben

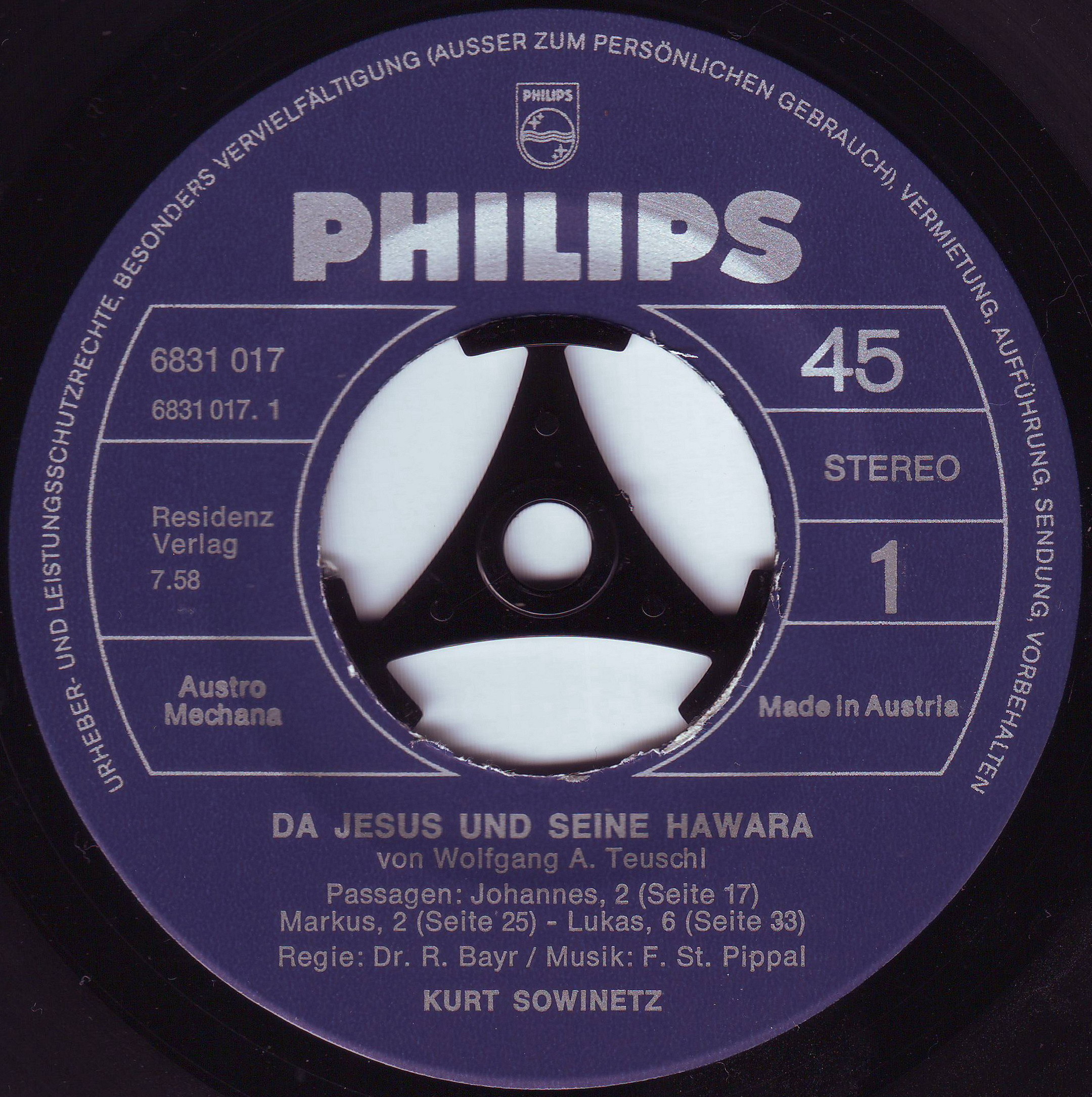
Label der Single Wolfgang A. Teuschl Da Jesus und seine Hawara, Rezitation Kurt Sowinetz (1971)

Kurt Sowinetz wuchs in der Arnethgasse im Wiener Bezirk Ottakring als Sohn eines Hausmeisterehepaars auf. Schon in jungen Jahren begann er zu zeichnen und zu malen. Nach seinen eigenen Aussagen konnte seine Mutter nach dem Krieg viele seiner Malereien gegen Lebensmittel eintauschen. Als Hobby begleitete ihn die Malerei bis an sein Lebensende. Schließlich wandte er sich jedoch der Schauspielerei zu.
1955 wurde ihm von Günther Haenel, damals Regisseur unter der Direktion von Leon Epp am Wiener Volkstheater, die Hauptrolle in dem damals sehr populären Drama Der Regenmacher von Nathan Richard Nash angeboten. Seit damals war er hauptsächlich an Wiener Bühnen engagiert, zuerst im Volkstheater, später im Theater in der Josefstadt. Ab 1976 wurde er Ensemblemitglied des Burgtheaters. Daneben war er auch immer wieder in prägnanten Rollen in Filmen und im Fernsehen zu sehen.
Einer breiten Öffentlichkeit wurde Sowinetz außerdem als Sänger und als Rezitator der 1971 in Ausschnitten auf Langspielplatte und Single unter dem Titel Da Jesus und seine Hawara erschienenen Übertragung des Neuen Testaments ins Wienerische von Wolfgang Teuschl bekannt. Seine 1972 erschienene Interpretation von Alle Menschen san ma zwider zur Melodie von Beethovens 9. Sinfonie sorgte aufgrund ihres als ordinär empfundenen Textes bei ihrem Erscheinen für einiges Aufsehen. Auch in der Fernsehserie Ein echter Wiener geht nicht unter wird darauf eingegangen. Auch Paula Wessely soll eine Zusammenarbeit mit Sowinetz aufgrund dieses Liedtextes vorerst abgelehnt haben. 
Daneben bildete er zusammen mit Helmut Qualtinger und Walter Kohut ein erfolgreiches Kabarett-Trio, wobei ihm die melancholischen Parts mit den leisen Untertönen zufielen.
Seine Tochter Dunja ist ebenfalls Schauspielerin und u. a. am Wiener Burgtheater engagiert.
Sein ehrenhalber gewidmetes Grab befindet sich auf dem Döblinger Friedhof in Wien (Gruppe 7, Reihe 1, Nummer 3). Im Jahr 2008 wurde in Wien-Floridsdorf (21. Bezirk) die Sowinetzgasse nach ihm benannt. In Traunfeld im Weinviertel, wo Sowinetz lange Jahre einen Zweitwohnsitz besaß, gibt es eine Kurt Sowinetz-Gasse.

## Preise und Auszeichnungen
- 1982 wurde ihm für seine schauspielerischen Leistungen der Nestroy-Ring verliehen.
- 1983 bekam er die Goldene Nymphe beim Festival de Télévision de Monte-Carlo als bester Darsteller für seine Rolle als Peter Altenberg in dem Film Der Narr von Wien

## Diskografie (CD/LP)
- Sodom + Andorra. Eine Parodie von Georg Kreisler (1963)
- Moritaten (mit Helmut Qualtinger) (1964)
- Wiener Bezirksgericht (1965)
- Wiener Bezirksgericht. 2. Folge (1969)
- Da Jesus und seine Hawara (Wiener Evangelium von Wolfgang A. Teuschl, 1971)[2]
- Alle Menschen san ma zwider (1972)
- Baronkarl (1973)
- Hallelujah, der Huat brennt (1974)
- Bei die Schrammeln (1975)
- Blues von den Tabus (1977)
- Es ist alles ned wahr (Kurt Sowinetz singt Couplets von Ferdinand Raimund und Johann Nestroy, 1979)
- I und mei Team (1979)
- Sowiesowinetz (1981)

## Filmografie
- 1948: Das andere Leben
- 1950: Das vierte Gebot
- 1951: So ein Theater! (Gangsterpremiere)
- 1952: Abenteuer im Schloss
- 1960: Das Spiel vom lieben Augustin
- 1961: Der Bauer als Millionär
- 1963: Biedermann und die Brandstifter
- 1963: Warten auf Godot
- 1965: Lumpazivagabundus
- 1965: Der Himbeerpflücker
- 1967: Kurzer Prozess
- 1967: Der Befehl
- 1968: Oberinspektor Marek (TV-Serie) – An einem einzigen Tag
- 1969: Die Moritat vom Räuberhauptmann Johann Georg Grasel – TV (David Mayer)
- 1969: Der alte Richter (TV-Serie) – Die Erbschaft
- 1970: Zug fährt Wiental
- 1971: Das falsche Gewicht
- 1971: Der Wald
- 1972: Galgentoni
- 1972: Die Abenteuer des braven Soldaten Schwejk
- 1973: Nichts als Erinnerung
- 1975: Change
- 1975: Maghrebinische Geschichten
- 1976: Bomber & Paganini
- 1977: Die Standarte
- 1978: Lemminge
- 1978: Tatort – Mord im Krankenhaus
- 1979: Der Alte – Ein Parasit
- 1979: Wunder einer Nacht
- 1980: Wahre Geschichten – frei erfunden
- 1981: Der Alte (TV-Serie, eine Folge)
- 1982: Der Narr von Wien
- 1986: Welcome in Vienna
- 1986: Rette mich, wer kann
- 1987: Wer erschoss Boro? (TV-Dreiteiler)
- 1989: Derrick (TV-Serie, eine Folge)